# British Academy Film Award du meilleur film spécialisé
Ne doit pas être confondu avec British Academy Film Special Awards.
Le British Academy Film Award du meilleur film spécialisé (British Academy Film Award for Best Specialised Film) est une récompense britannique décernée entre 1960 et 1979 par la British Academy of Film and Television Arts (BAFTA) lors de la cérémonie annuelle des British Academy Film Awards.

## Palmarès
Note : les gagnants sont indiqués en gras. Les années indiquées sont celles au cours desquelles la cérémonie a eu lieu, soit en principe l'année suivant leur sortie au Royaume-Uni.

### Années 1960
- 1960 : This Is the BBC – Richard Cawston
  - Tribute to Fangio – Ronald H. Riley
  - Coupe des alpes: The Story of the 1958 Alpine Rally – John Armstrong
  - Hazard – Thomas Stobart
  - High Speed Flights: Part I, II et III – Peter De Normanville
- 1961 : Dispute – Fred Moore
  - Heroic Days – Bill Mason
  - Outline of Detergency – Michael Ricketts
- 1962 :  Aucune récompense
  - Electron Microscopy
  - O for Oxygen
  - Mr Marsh comes to School
- 1963 : Four Line Conics
  - What's the Time?
- 1964 :  Aucune récompense
- 1965 : Driving Technique - Passenger Trains
  - The Circarc Gear
  - And Gladly would he learn
  - Germany - A Regional Geography
- 1966 : I Do - and I Understand – Derek Williams
  - Town Nurse, Country Nurse – Don Higgins
- 1967 : Exploring Chemistry – Robert Parker
  - Visual Aids – Richard Needs
  - The Radio Sky – Michael Crosfield
- 1968 : Energy and Matter – Robert Verrall
  - Revolutions for All – Jeff Inman
  - How a Motor Car Works – Derek Armstrong
  - Paint – Michael Heckford
- 1969 : The Threat in the Water
  - Carbon
  - The Kurer Anchor System
  - Genetics and Plant Breeding

### Années 1970
- 1970 : Let There Be Light
  - The Behaviour Game
  - Isotopes in Action
  - Mullardability
- 1971 : The Rise and Fall of the Great Lakes
  - Continental Drift
  - Policeman
  - A Study in Change
- 1972 : The Savage Voyage
  - The Marine Safety: Don't Go Down
  - A Future for the Past
- 1973 : Cutting Oils and Fluids
  - We Call It Petrol
  - What Did You Learn at School Today?
  - What Is Life?
- 1974 : A Man's World
  - The Pastfinder
  - Who Sold you this, Then?
  - W.S.P.
- 1975 : Monet in London
  - Child II
  - Adventure in Colour
  - Nobody's Fault
- 1976 : The Curiosity that Kills the Cat – G Buckland-Smith
  - How an Aeroplane Flies Part I – Derek Armstrong
  - The Oil in Your Engine – Phillip Owtram
- 1977 : Hydraulics – Anthony Searle
  - Let's Sleep on it – Christopher Ralling
  - For the Want of a Nail – Joe Mendoza
  - Slender Chance – Michael Crosfield
  - Proteins – Lawrence Crabb
- 1978 : Path of the Paddle – Bill Mason
  - How the Motor Works: Pt II – The Carburettor – George Seager
  - Hazchem – Roy Pace
- 1979 : Twenty Times More Likely – Robert Young
  - How a Man Schall Be Armyd – Anthony Wilkinson
  - Play Safe – David Eady
  - The Safety Net – Leonard Lewis